# De Potesta

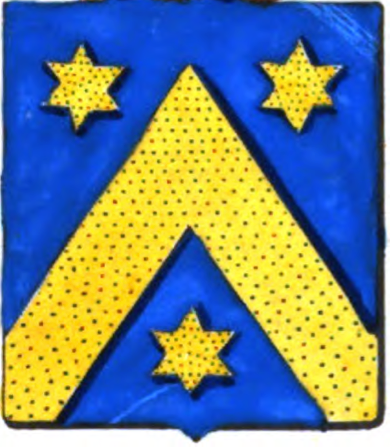
Wapen van de familie de Potesta

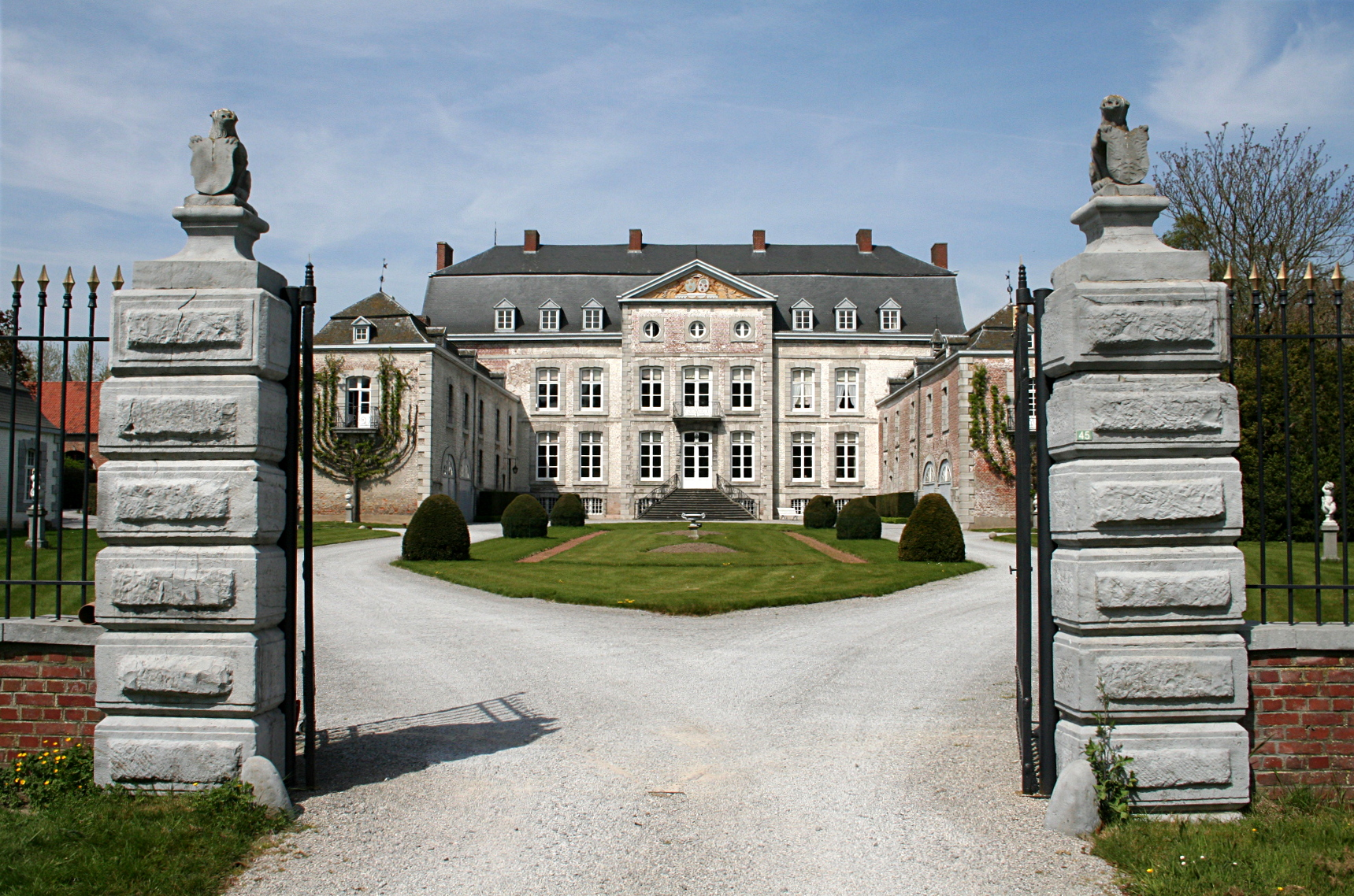
Het Kasteel van de familie de Potesta de Waleffe in Faimes

De Potesta, ook wel de Potesta de Waleffe, is een Belgische adellijke familie.

## Geschiedenis
De familie de Potesta leefde adellijk onder het ancien régime, zonder nochtans bevestigende adelsbevestigingen of -verheffingen te hebben gekregen.
Jean-Louis-René de Potesta (Luik, 27 november 1740 - aldaar, 14 juni 1824), dragonderkapitein in Franse dienst, was een zoon van André-René de Potesta, heer van Montigny-le-Tilleul en Bomzée, en Anne-Marie de Herstal. Hij trouwde in 1766 in Ermeton-sur-Biert met Thérèse de Flaveau de Henry de la Raudière (1737-1822). Ze kregen vijf kinderen. In 1816, ten tijde van het Verenigd Koninkrijk der Nederlanden, werd hij toegelaten tot de erfelijke adel en benoemd in de Ridderschap van Luik. In 1822 kreeg hij de titel baron, overdraagbaar bij eerstgeboorte. Onder zijn kinderen zijn te vermelden:
- Joseph de Potesta (1773-1853), burgemeester van Les Waleffes en senator, trouwde in 1824 met Marie-Justine de Marches (1800-1864). Het huwelijk bleef kinderloos.
- Charles de Potesta (1769-1834), trouwde in 1797 in Luik met barones Henriette de Rosen (1775-1867), dochter van baron Charles-Servais de Rosen, lid van de Provinciale Staten van Luik. Hij was lid van de Ridderschap van Luik.
  - Louis de Potesta de Waleffe (1798-1870), raadsheer in het hof van beroep in Luik, trouwde in 1823 in Luik met Sophie de Bex (1803-1883), dochter van Jean-Pierre-Joseph de Bex, burgemeester van Luik. Ze kregen acht kinderen.
    - Ernestine de Potesta de Waleffe (1824-1867), trouwde in 1846 in Luik met ridder Ernest de Laminne (1821-1888), zoon van Louis de Laminne, industrieel, gemeenteraadslid van Luik en volksvertegenwoordiger. Ze kregen twee zoons en een dochter, met afstammelingen tot heden.
    - Sophie de Potesta de Waleffe (1831-1900), trouwde in 1852 in Luik met ridder Adolphe de Laminne (1825-1908), zoon van Louis de Laminne (zie eerder). Ze kregen zeven kinderen, met afstammelingen tot heden.
    - Amélie de Potesta de Waleffe (1832-1892), trouwde in 1855 in Luik met graaf Henri de Meeûs (1826-1913), industrieel, zoon van graaf Ferdinand Meeûs, bankier, gouverneur van de Generale Maatschappij van België, lid van het Nationaal Congres en volksvertegenwoordiger. Ze kregen drie zoons en een dochter, onder wie graaf Édouard de Meeûs d'Argenteuil, met afstammelingen tot heden.
    - Emma de Potesta de Waleffe (1835-1894), trouwde in 1859 in Luik met haar neef Charles de Potesta (1836-1909). Ze kregen een zoon en een dochter, met afstammelingen tot heden.
    - Ludovic de Potesta de Waleffe (1837-1900), burgemeester van Les Waleffes en provincieraadslid van Luik, trouwde in 1868 in Luik met Marie de Jacquier de Rosée (1849-1895). Ze kregen twee zoons.
      - Louis de Potesta de Waleffe (1870-1945), burgemeester van Les Waleffes.
      - Georges de Potesta de Waleffe (1872-1930), schepen van Sint-Pieters-Voeren.

  - Charles de Potesta (1800-1889), burgemeester van Engis, trouwde in 1825 met Joséphine Delheid-Paludé (1803-1874). Ze kregen zeven kinderen.
    - Delphine de Potesta (1828-1899), trouwde in 1849 Luik met baron Ferdinand de Macar (1830-1913), industrieel, burgemeester van Hermalle-sous-Huy en volksvertegenwoordiger. Ze kregen twee zoons en drie dochters, met afstammelingen tot heden.
    - Virginie de Potesta (1830-1907), trouwde in 1852 in Engis met Gustave Mincé du Fontbaré (1829-1900), burgemeester van Fumal. Ze kregen een zoon en drie dochters, onder wie Charles Mincé du Fontbaré, burgemeester van Fumal, volksvertegenwoordiger en senator, met afstammelingen tot heden.
    - Idalie de Potesta (1831-1901), trouwde in 1851 met graaf Ferdinand de Meeûs (1825-1916), zoon van graaf Ferdinand Meeûs (zie eerder). Ze kregen drie zoons en twee dochters, met afstammelingen tot heden.
    - Charles de Potesta (1836-1909), trouwde in 1859 in Luik met zijn nicht Emma de Potesta de Waleffe (1835-1894). Ze kregen een zoon en een dochter, met afstammelingen tot heden.

  - Édouard de Potesta (1802-1846), trouwde in 1833 in Luik met Mathilde Travers (1813-1882), dochter van baron Étienne Jacques Travers, generaal. Ze kregen een zoon.
- Henriette de Potesta (1775-1838), trouwde in 1797 in Luik met baron Louis Ignace de Villenfagne de Vogelsanck (1768-1847). Ze kregen vier zoons en een dochter, met afstammelingen tot heden.
- Charlotte de Potesta (1777-1868), trouwde in 1801 in Flémalle-Haute met baron Nicolas de Bonhome (1774-1850). Ze kregen drie zoons en een dochter, met afstammelingen tot heden.